# Segelföreningen i Björneborg
Segelföreningen i Björneborg (BSF) är en segelförening från Björneborg i Finland. Föreningen grundades 26 januari 1856, och det är Finlands äldsta idrottsförening.